# 聖布埃納文圖拉區 (坎塔省)
11°29′21″S 76°39′43″W / 11.4893°S 76.6620°W
聖布埃納文圖拉區（西班牙語：Distrito de San Buenaventura），是秘魯的一個區，位於該國中南部利馬大區的坎塔省，面積106.3平方公里，海拔高度2,702米，2005年人口543，人口密度每平方公里5.1人。